# Black Box (série de televisão)
Black Box é uma série de televisão de drama médico psicológico americano que durou uma temporada, de 24 de abril a 24 de julho de 2014, e estrelou Kelly Reilly e Vanessa Redgrave, na ABC. O programa teve um pedido direto à série com um compromisso de 13 episódios. A série foi criada por Amy Holden Jones e é coproduzida por Ilene Chaiken, Bryan Singer, Oliver Obst e Anne Thomopoulos.
Após uma temporada, a ABC cancelou Black Box em 7 de agosto de 2014.

## Enredo
Catherine Black (Kelly Reilly) é uma famosa neurologista que secretamente tem transtorno bipolar; a única pessoa que conhece é sua psiquiatra, Dra. Helen Hartramph (Vanessa Redgrave), que está com Catherine desde seu primeiro intervalo e é uma figura materna para Catherine desde que sua mãe, que também sofria de transtorno bipolar, cometeu suicídio.

## Produção
O roteirista Michael Madden foi o vencedor do 1º Concurso Anual de Roteiristas Felizes que Trabalham no site de relacionamento do cineasta, Stage 32. Isso o levou a ser contratado como roteirista da série, para o qual também atuou como consultor médico.
Em 3 de dezembro de 2013, cenas ao ar livre foram filmadas no campus da Universidade de Columbia. Em 31 de março de 2014, as cenas foram filmadas em Wave Hill, em Riverdale, Nova York.